# HMCS Swansea (K328)
«Свонсі» (K328) (англ. HMCS Swansea (K328) — військовий корабель, фрегат типу «Рівер» Королівського військово-морського флоту Канади за часів Другої світової війни.
Фрегат «Свонсі» був закладений 15 липня 1942 року на верфі компанії Yarrows Ltd., філії британської компанії Yarrow Shipbuilders в Іскваймолті. 19 грудня 1942 року він був спущений на воду, а 4 жовтня 1943 року відразу увійшов до складу Королівських ВМС Канади.
Корабель брав участь у бойових діях на морі в Другій світовій війні, бився в Північній Атлантиці, супроводжував конвої.

## Історія
16 листопада 1943 року «Свонсі» прибув до Галіфакса, де отримав приписку до бази в Пікту, Нова Шотландія.
10 березня 1944 року на шляху до своєї нової групи, що базувалася в Деррі, фрегат разом з британським есмінцем «Форестер», канадськими есмінцем «Сейнт Лорен» і корветом «Оуен Саунд» затопили німецький човен U-845; із затонулого підводного човна було захоплено 45 німецьких моряків.
14 квітня фрегат у взаємодії з британським шлюпом «Пелікан» глибинними бомбами знищили на північний схід від Азорських островів U-448. «Свонсі» цього разу врятував 17 німецьких моряків із затонулого підводного човна.
Через вісім днів, 22 квітня 1944 року, цього разу з фрегатом «Матане» у Північній Атлантиці південно-західніше Ірландії глибинними бомбами потопив U-311.
У червні 1944 року «Свонсі» входив до складу сил корабельного угруповання, що забезпечувало операцію «Нептун», вторгнення сил союзників до Нормандії.
1 вересня разом з фрегатом «Сейнт Джон» у Англійському каналі біля Лендс-Енд глибинними бомбами потопив U-247.
У листопаді 1944 року фрегат повернувся до Канади для проведення тропічного ремонту, який розпочався у грудні в Ліверпулі, Нова Шотландія, для підготовки до служби в Тихому океані. В липні 1945 року переоснащення корабля було завершено, втім він не встигнув дістатися Тихого океану, коли надійшла новина про капітуляцію Японії. 2 листопада 1945 року «Свонсі» був виведений до резерву.